# Myoxanthus priapus
Myoxanthus priapus är en orkidéart som beskrevs av Carlyle August Luer. Myoxanthus priapus ingår i släktet Myoxanthus och familjen orkidéer. Inga underarter finns listade i Catalogue of Life.